# Víktor Jriapa
Víktor Vladímirovich Jriapa (en ruso: Виктор Владимирович Хряпа; transcrito al inglés y con el nombre en su camiseta Khryapa), (nacido el 3 de agosto de 1982 en Kiev, RSS de Ucrania, URSS) es un exjugador ruso de baloncesto.

## Carrera

### Rusia
En la temporada 2000-01 debutó en el Autodor Saratov ruso, antes de fichar en 2002 por el CSKA Moscú, donde militó dos campañas. En su último en el equipo ruso, ayudó al CSKA a llegar a la Final Four de la Euroliga de Tel Aviv. A los 19 años, se convirtió en el jugador más joven en vestirse la camiseta nacional de Rusia, jugando el Mundial de Indianápolis de 2002 y promediando 2,8 puntos, 1,8 rebotes y 1 asistencia en 10,8 minutos de juego por partido.

### NBA
En el Draft de la NBA de 2004, fue seleccionado en la posición 22 por New Jersey Nets, traspasándole al instante a Portland Trail Blazers. Allí pasó sus dos primeras temporadas en la NBA, promediando 5,3 puntos, 4,1 rebotes, 1,1 asistencias y 20 minutos en los 101 partidos que jugó, 58 de ellos como titular. 
El 28 de junio de 2006, Jriapa fue enviado a Chicago Bulls junto con el rookie Tyrus Thomas a cambio de los derechos de LaMarcus Aldridge. En los Bulls, ha jugado 33 partidos, firmando 2,2 puntos y 1,7 rebotes en tan solo 7 minutos de juego. En 2008 regresó al CSKA de su país.

## Estadísticas

### Temporada regular
| Año     | Equipo                 | PJ  | PT | MPP  | %TC  | %3P  | %TL  | RPP | APP | ROB | TPP | PPP |
| ------- | ---------------------- | --- | -- | ---- | ---- | ---- | ---- | --- | --- | --- | --- | --- |
| 2004-05 | Portland Trail Blazers | 32  | 5  | 16.3 | .435 | .364 | .548 | 3.4 | .8  | .6  | .6  | 4.2 |
| 2005-06 | Portland Trail Blazers | 69  | 53 | 21.6 | .462 | .333 | .694 | 4.4 | 1.3 | .7  | .4  | 5.8 |
| 2006-07 | Chicago Bulls          | 33  | 0  | 7    | .386 | 0    | .731 | 1.7 | .6  | .3  | 0   | 2.2 |
| 2007-08 | Chicago Bulls          | 9   | 0  | 11.7 | .387 | 0    | .571 | 2.2 | .9  | .7  | 0   | 3.6 |
| Total   | Total                  | 143 | 58 | 16.4 | .443 | .292 | .658 | 3.4 | 1   | .6  | .3  | 4.5 |

## Palmarés
Equipo
- Liga de Rusia: 8

CSKA Moscú: 2002-03, 2003-04, 2007-08, 2008-09, 2009-10, 2010-11, 2011-12, 2012-13
- Copa de Rusia: 1

CSKA Moscú: 2010
- Euroliga: 2

CSKA Moscú: 2008, 2016
- VTB United League: 8

CSKA Moscú:  2008, 2010, 2012, 2013, 2014, 2015, 2016 y 2017
Individual
- Mejor Defensor de la Euroliga (2010)
- MVP Copa de Rusia (2010)
- MVP de la VTB United League (2010)
- MVP de los Playoffs de la VTB United League (2013)